# 봉우재로 (서울)
봉우재로는 새주소사업이전 봉우재길은 중랑구 면목제2동 중랑초등학교앞(면목동 191-89)을 기점으로 하고, 면목1, 2동과 상봉동의 경계와 망우동을 동서로 횡단하여 용마산길과 교차하는 망우동 사거리까지에 이르는 폭 20~25m, 길이 2,340m의 지선도로였다. 봉우재길은 1984년 11월 7일 가로명 제정 때에 처음 제정된 신설도로로 그 명칭은 봉우재를 인용한 것이다. 봉우재는 묵동의 자연부락의 큰말 뒤에 있는 산으로 예전에 변방이나 국내에서 일어나는 변란을 알리는 신호로 이산에서 봉화를 올렸으므로 봉화산, 또는 봉우재라 하였다고 한다. 2007년 「도로명주소법」이 제정·시행됨에 따라 2008년 새주소 정비사업을 거쳐 2010년 6월 10일 「도로명주소법 시행령」제21조 제1항의 규정에 의거 중랑구 면목동192-70에서 중랑구 망우동465-14 구간이 “봉우재로“ 로 결정되어 고시되었다. (중랑구 고시 제2010-18호)